# Banque Chaix
Pour les articles homonymes, voir Chaix (homonymie).
La Banque Chaix (prononcer [ʃɛks]), fondée en 1924 par Joseph Chaix à Barbentane (Bouches-du-Rhône), est une filiale du groupe BPCE, dont le siège social était situé à Avignon avant 2016. Ses 68 agences sont réparties dans les Bouches-du-Rhône, le Vaucluse, le Gard, le sud de la Drôme et l'est de l'Hérault. Le 22 novembre 2016, elle fusionne avec la Banque populaire provençale et corse et de la Banque populaire Côte d'Azur pour donner naissance à la Banque populaire Méditerranée.

## Chronologie
- 1924 : le 24 août, Joseph Chaix crée sa banque à Barbentane.
- 1927 : acquisition de la banque Cousin, fondée en 1868 à Avignon.
- 1929 : création de la société anonyme de la banque Chaix à Avignon. Le siège social est installé place Carnot.
- 1929 à 1953 : acquisitions successives des banques de la vallée du Rhône (Carpentras), Pecout (Orange), Chouvion (Vaison-la-Romaine), Pignet (Buis-les-Baronnies), Escoffier (Bollène), Michel et Pivet (Pertuis), Boissier (Nîmes), Michelon (Marseille).
- 1973 : transfert du siège cours Jean-Jaurès à Avignon.
- 1982 : nationalisation de la banque dans le cadre de la loi de nationalisation du 13 février 1982
- 1985 : le groupe Crédit commercial de France (CCF) devient actionnaire de la Banque Chaix.
- 1987 : privatisation de la banque. Le CCF prend 51 % puis 100 % du capital.
- Juillet 2000 : le CCF devient membre du groupe HSBC pour devenir sa principale plate-forme de développement de la zone euro.
- 2005 : ouverture de la 68e agence à Rognac (Bouches-du-Rhône)
- 2005 : le 18 mai, la société anonyme à directoire et conseil de surveillance Banque Chaix devient une société anonyme à conseil d'administration.
- 2008 : le 2 juillet, la Banque Chaix ainsi que 6 autres filiales sont cédées par le réseau HSBC France (anciennement CCF), et rejoignent le groupe français Banque populaire qui devient lui-même BPCE (Banque populaire - Caisse d'épargne) en 2009.
- 2009 : la Banque populaire provençale et corse devient l'actionnaire unique de la Banque Chaix
- 2016 : 23 novembre 2016, fusion avec la Banque populaire provençale et corse et la Banque populaire Côte d'Azur et naissance de la Banque populaire Méditerranée[1].

### Identité visuelle (logo)
On retrouve sur le logo la marque d'une implantation régionale centrée autour du Vaucluse et plus particulièrement d'Avignon avec une représentation du pont Saint-Bénézet, ou pont d'Avignon.[réf. nécessaire]

Ancien logo de la Banque Chaix
Logo actuel

## Activité
Les banques Chaix étaient des banques de proximité qui s'adressaient aux entreprises comme aux particuliers.

## Implantation
La Banque Chaix avait conservé la pratique d'une activité régionale. Ses agences ne se retrouvaient que dans 5 départements situés autour d'Avignon.